# شوزم غلوكي
شوزم غلوكي أو شوزم أخضر مغبر (الاسم العلمي:Psiadia glauca) هو نوع غير مؤكد من النباتات يتبع جنس الشوزم من الفصيلة النجمية. سمي هذا النوع نسبة إلى اللون الغلوكي.